# Bom Jesus do Amparo
Bom Jesus do Amparo is een gemeente in de Braziliaanse deelstaat Minas Gerais. De gemeente telt 5.744 inwoners (schatting 2009).

## Aangrenzende gemeenten
De gemeente grenst aan Barão de Cocais, Caeté, Itabira, Nova União en São Gonçalo do Rio Abaixo.